# Трасон
Трасон (др.-греч. Θράσων) — индо-греческий царь, правивший во II или I веке до н. э.
О существовании Трасона стало известно в 1982 году, когда была обнаружена единственная монета с его именем. Она находится в частной коллекции и не опубликована: её содержание известно по описанию Р. Сениора. Исследователь относит время правления Трасона к 155—130 годам до н. э. и считает его сыном и наследником Менандра I, указывая и на большое портретное сходство. Серебряная драхма Трасона исполнена в присущем нумизматическому материалу Менандра I стиле и содержит одну из монограмм его монетного двора. На аверсе помещён бюст Трасона в диадеме с титулом «Великий царь» (который ранее носил только Эвкратид I), на реверсе изображена Афина.
По мнению О. Бопераччи, не согласного с мнением Р. Сениора о родственных связях Трасона и времени его правления, он царствовал в 95—80 годах до н. э. Бопераччи обращает внимание, что если бы Трасон был наследником Менандра, то унаследовал бы все земли отца. Однако Трасон правил в небольшой области и, видимо, в течение очень непродолжительного времени. Сыном Менандра, считает Бопераччи, был Стратон I, регентом при котором во время его несовершеннолетия была его мать Агафоклея.